# Südheide
Südheide är en kommun i Landkreis Celle i förbundslandet Niedersachsen i Tyskland.
Kommunen bildades 1 januari 2015 genom en sammanslagning av de tidigare kommunerna Hermannsburg och Unterlüß.